# 杨湖镇
楊湖鎮是中國安徽省颍上县所辖一行政区。人口为53571人，下辖21个村民委员会，1个街道居委会。

## 歷史
在没有成为“镇”这一行政区名之前，当地即有“杨湖镇”之称谓，取名来自于汉语本义之“扶镇”，当地方言，“扶”读如“湖”，以讹传为“杨湖”，其实，当地并无此“湖”。扶镇之义，本因此地为颍河边一小镇，名为“杨垴子”，建于颍河边一垴湾自然港，因河水冲涮，年年坍塌，乡民传“羊脑子叫陈嘴子（垴湾对面伸出河滩）喝了”，自名“杨湖镇”，实义为“扶镇”，以求扼止坍塌之势。五十年代末建立行政建制时取正式名“杨湖公社”，后改为镇这一行政建制时，始正式有“杨湖镇”之谓。此记，以见证方言对地名的影响。按名索湖，实不可得。